# Veratrum oblongum
Veratrum oblongum är en nysrotsväxtart som beskrevs av Otto Loesener. Veratrum oblongum ingår i släktet nysrötter, och familjen nysrotsväxter. Inga underarter finns listade.